# Aotearoa Legal Workers’ Union
Die Aotearoa Legal Workers’ Union (ALWU) ist eine Gewerkschaft für Beschäftigte im Bereich des Rechtswesens in Neuseeland.

## Geschichte
Die Gewerkschaft wurde 2019 von Beschäftigten des Rechtswesen in Neuseeland gegründet. Der Grund der Gründung war laut Gewerkschaft eine Vielzahl von Problemen am Arbeitsplatz, sexuelle Belästigungen, Mobbing, niedrige Löhne und fehlende Überstundenabrechnungen. Auch wurde das Machtungleichgewicht zwischen den Arbeitgebern und Arbeitnehmern ursächlich für die Gründung der Arbeitnehmervertretung angesehen. Ferner gab die Gewerkschaft an, die juristische Branche demokratisieren zu wollen und neben besseren Lohn- und Arbeitsbedingungen für eine bessere Integration von Rechtsreferendaren und neuen Anwälten, Frauen, LGBTQIA+-Beschäftigten, Tangata Whenua (Leute des Landes), farbigen Menschen und Menschen mit Behinderungen zu sorgen.

## Employment Report
Seit der Gründung der Gewerkschaft erstellt diese jedes Jahr einen sogenannten New Zealand Legal Industry Employment Report (Beschäftigungsbericht des neuseeländischen Rechtswesens). In den Berichten wird über die Situation und Entwicklung für die Beschäftigen im Rechtswesen des Landes berichtet und Aussagen mit statistischen Daten belegt.